# Francesco Quaglia
Francesco Quaglia (Firenze, 18 novembre 1988) è un cestista italiano.

## Carriera
Il 25 agosto 2016 viene ingaggiato dalla Pallacanestro Cantù.
L'8 luglio 2017, Quaglia si lega alla Derthona Basket, con cui gioca la stagione 2017-18 di serie A2, venendo eliminato al primo turno dei playoff.
Il 24 luglio 2018, Quaglia ritorna a Cantù, firmando per la stagione 2018-19 di serie A..

## Palmarès

### Club
- Coppa Italia LNP: 1

Derthona Basket: 2018